# Tehnikolor
Tehnikolor je serija procesa pokretnih slika u boji, čija prva verzija potiče iz 1916. godine, a praćena je poboljšanim verzijama tokom nekoliko decenija.
Bio je to drugi veliki proces u boji, nakon britanskog Kinemakolora, i najkorišćeniji je proces snimanja u boji u Holivudu od 1922. do 1952. Tehnikolor je postao poznat i proslavljen zbog svoje veoma zasićene boje, i u početku je najčešće korišćen za snimanje mjuzikla poput Čarobnjaka iz Oza (1939) i Dole argentinskim putem (1940), kostimskih slika poput Avantura Robina Huda (1938) i Prohujalo sa vihorom (1939), i animiranih filmova poput Snežane i sedam patuljaka (1937), Guliverovih putovanja (1939) i Fantazije (1940). Kako je tehnologija sazrevala, koristila se i za manje spektakularne drame i komedije. Povremeno je čak i film noar - poput Ostavite je na nebu (1945) ili Nijagara (1953) sniman u tehnikoloru.
„Tehnikolor” je zaštitni znak za niz postupaka slike u boji koje je izumela Tehnikolorska korporacija pokretnih slika (podružnica kompanije Tehnikolor, Inc.), sada deo francuske kompanije Tehnikolor SA.
„Teh” u imenu kompanije je bilo inspirisano Masačusetskim tehnološkim institutom, gde su Herbert Kalmus i Danijel Frost Komstok 1904. godine bili na postdiplomskim studijama i kasnije radili kao instruktori.

## Upotreba imena
Termin „Tehnikolor” istorijski je korišten da se opiše najmanje pet pojmova:
- Tehnikolor: krovna kompanija koja obuhvata sve navedeno ispod kao i ostale pomoćne usluge. (1914 – danas)
- Tehnikolorove laboratorije: kolekcija filmskih laboratorija širom sveta koja je u vlasništvu i pod upravom Tehnikolora za postprodukcijske usluge, uključujući razvoj, štampanje i prenos filmova u svim glavnim procesima filma u boji, kao i sopstvene Tehnikolorove. (1922 – danas)
- Tehnikolor proces ili format: nekoliko prilagođenih sistema za kreiranje slika koji se koriste u produkciji filmova, kulminirajući u „trotračnom” procesu 1932. godine. (1917–1955)
- Tehnikolor IB štampanje („IB” je skraćenica za „imbibiciju, operaciju transfera boje): postupak za izradu otisaka pokretnih slika u u boji koji omogućava upotrebu boja koje su stabilnije i trajnije od onih formiranih pri običnom hromogenom štampanju u boji. Prvobitno korišten za štampanje sa negativa za odvajanje boja koje su fotografirane na crno-belom filmu u posebnoj Tehnikolorovoj kameri. (1928–2002, sa različitim razmacima dostupnosti posle 1974. u zavisnosti od laboratorije)
- Štampa ili boja po Tehnikoloru: korištena od 1954 nadalje, kad je Istmankolor[3][4][5] (i drugi jenotračni filmovi u boji) zamenio metod kamera sa trotračnim negativima, dok se postupak štampanja Tehnikolor IB i dalje koristio kao jedan od načina pravljenja otisaka.[6] Ovo značenje imena odnosi se na skoro sve članke na Vikipediji o filmovima snimljenim od 1954. nadalje (pogledajte Uvođenje Istmankolora i opadanje) u kojima su Tehnikoloru dodeljene zasluge. (1953 – danas)[7]

## Istorija
Kalmus i Komstok su otišli u Evropu da steknu doktorat; Kalmas na Univerzitetu u Cirihu, a Comstock u Bazelu 1906. Godine 1912, Kalmus, Komstok i mehaničar V. Berton Veskot su osnovali Kalmus, Komstok i Veskot, industrijsku firmu za istraživanje i razvoj. Većinu ranih patenata izuzeli su Komstok i Veskot, dok je Kalmus uglavnom radio kao predsednik i glavni izvršni direktor kompanije.
Kada je firma angažovana za analizu jednog izumiteljskog sistema za snimanje filmova bez treperenja, oni postali su zaintrigirani umetnošću i naukom filmskog stvaralaštva, posebno procesima pokretnih slika u boji, što je dovelo do osnivanja kompanije Tehnikolor u Bostonu 1914. godine i inkorporacije u Mejnu 1915. godine.
Godine 1921, Veskot je napustio kompaniju, a Tehnikolor Inc. je registrovan u Delaveru.

### Dvobojni tehnikolor

#### Proces 1
Tehnikolor je prvobitno postojao u dvobojnom (crvenom i zelenom) sistemu. U postupku 1 (1916), prizma rastavljača snopa iza objektiva kamere istovremeno je izlagala dva uzastopna kadra jedne trake crno-belog negativskog filma, jedan iza crvenog filtra, a drugi iza zelenog filtra. Pošto su istovremeno bila izložena dva okvira, film je morao da fotografiše i projekuje dvostruko brže od normalne brzine. Prikazivanje je zahtevalo potreban poseban projektor sa dve aperture (jedan sa crvenim filtrom, a drugi sa zelenim filterom), dva sočiva i podesivom prizmom koja je poravnala dve slike na ekranu. Rezultati su prvi put demonstrirani članovima Američkog instituta za rudarske inženjere u Njujorku, 21. februara 1917. Sam Tehnikolor je produkovao jedini film snimljen u Procesu 1, Zaliv između, koji je imao ograničenu turneju po istočnim gradovima, počev od Bostona i Njujorka 13. septembra 1917, pre svega radi pobuđivanje interesovanja proizvođača i izlagača filmova u boji. Skoro stalna potreba za tehničarem da podešava projekciono poravnavanje osudila je na neuspeh ovaj proces aditivnih boja. Poznato je da samo nekoliko kadrova tog filma postoji danas. Na njima je prikazana zvezda Grejs Darmond.

#### Proces 2
Uvereni da u aditivnim procesima boje nema budućnosti, Komstok, Veskot i Kalmus su usmerili pažnju na procese oduzimanja boja. To je kulminiralo onim što je na kraju bilo poznato kao Proces 2 (1922) (u kasnim 1900-ima često pogrešno nazivano „dvotračni tehnikolor”). Kao i ranije, posebna Tehnikolorova kamera je koristila razvodnik snopa koji bi istovremeno izložio dva uzastopna kadra jedne trake crno-belog filma, jedan iza zelenog filtra i jedan iza crvenog filtra.
Razlika je bila u tome što se dvokomponentni negativ sada koristio za proizvodnju oduzimajuće boje ispisa. Budući da su boje bile fizički prisutne u otisku, nije bila potrebna posebna oprema za projekciju i pravilna registracija dve slike nije zavisila od veštine projekcioniste.
Okviri izloženi iza zelenog filtera bili su štampani na jednoj traci crno-belog filma, a okviri izloženi iza crvenog filtra su štampani na drugoj traci. Nakon razvijanja, svaki otisak je toniran do boje koja je skoro komplementarna onoj na filteru: narandžasto-crvena za slike filtrirane u zeleno, cijan-zelena za crveno-filtrirane slike. Za razliku od nijansiranja, koje celoj slici dodaje jednoličan veo boja, toniranje hemijski zamenjuje crno-belo srebrnu sliku prozirnom obojenom materijom, tako da naglasci ostaju jasni (ili gotovo tako), tamna područja su jako obojena i srednji tonovi su obojeni proporcionalno. Dva otiska, napravljena na filmu s poloviom debljine regularnog filma, zatim su cementirana zajedno jedan na drugi da se stvori projektni otisak. Film Dažbina mora, koji je predstavljen 26. novembra 1922, koristio je Process 2 i bio je prvi film za opštu distribuciju u Tehnikoloru.
Drugi celobojni film u tehnikoloru Procesa 2, Lutalica pustoši, objavljen je 1924. Process 2 je takođe korišćen za obojene sekvence u takvim glavnim filmovima kao što su Deset zapovesti (1923), Fantom iz opere (1925) i Ben-Hur (1925). Crni gusar producenta i glumca Daglasa Ferbanksa (1926) bio je treći, potpuno u boji film, napravljen pomoću Procesa 2.
Iako je bio komercijalno uspešan, Proces 2 bio je imao mnoštvo tehničkih problema. Kako slike sa dve strane otiska nisu bile u istoj ravni, obe nisu mogle istovremeno da budu savršeno u fokusu. Značaj toga zavisio je od dubine fokusa projekcijske optike. Mnogo ozbiljniji bio je problem sa pojavom mehura. Filmovi su generalno imali tendenciju da se donekle oštete nakon ponovljene upotrebe: svaki put kada se film prikazuje, svaki kadar biva zagrevan jakim svetlom u projekcionoj kapiji, zbog čega je blago naduva; nakon što je prošao kroz kapiju, ohladio se i izbočina je smanji, ali ne u potpunosti. Utvrđeno je da zacementirani otisci nisu samo bili veoma skloni razdvajanju, već da se smer oštećenja iznenada i nasumično menjao od nazad prema napred ili obrnuto, tako da čak i najpažljiviji projekcionista nije mogao sprečiti da slika privremeno iskače iz fokusa kad god se smer mehura promeni. Tehnikolor je morao da isporuči nove otiske kako bi oštećeni bili poslati u njihovu bostonsku laboratoriju na spljoštavanje, nakon čega bi mogli biti ponovo stavljeni u upotrebu, bar na neko vreme. Prisustvo slojeva slike na obe površine činio je otiske posebno ranjivim na grebanje, a pošto su ogrebotine bile živo obojene, one su bile vrlo uočljive. Spajanje otisaka Procesa 2 bez posebne pažnje na njihovu neobično laminiranu konstrukciju lako je rezultiralo slabim spajanjem koje bi se oštetilo pri prolazu kroz projektor. Čak i pre nego što su ovi problemi postali očigledni, Tehnikolor je ovaj cementirani pristup smatrao privremenim rešenjem i već su radili na razvoju poboljšanog procesa.

## Literatura
- Fred E. Basten, Glorious Technicolor: The Movies' Magic Rainbow. Easton Studio Press. 2005.  978-0-9647065-0-7.
- Adrian Cornwell-Clyne, Colour Cinematography. London Champman & Hall, 1951.
- Layton, James – Pierce, David: The Dawn of Technicolor, 1915–1935. George Eastman House, Rochester (N.Y.). 2015.  978-0-93539-828-1.
- Richard W. Haines, Technicolor Movies: The History of Dye Transfer Printing. McFarland & Company. 2003.  978-0-7864-1809-1.
- John Waner, Hollywood's Conversion of All Production to Color. Tobey Publishing, 2000.
- Herbert T. Kalmus with Elenaore King Kalmus, Mr. Technicolor: The Fascinating Story of the Genius Who Invented Technicolor and Forever Changed the History of Cinema. MagicImage Filmbooks. 1993.  978-1-882127-31-3.
- Higgins, Scott (2000). „Demonstrating Three-Colour Technicolor: "Early Three-Colour Aesthetics and Design"”. Film History. 12 (4): 358—383. ISSN 0892-2160.
- Haines, Richard W. (2000). „Technicolor Revival”. Film History. 12 (4): 410—416. ISSN 0892-2160.
- Kindem, Gorham A. (1979). „Hollywood's Conversion to Color: The Technological, Economic and Aesthetic Factors”. Journal of the University Film Association. 31 (2): 29—36. ISSN 0041-9311.

## Spoljašnje veze
- „Dye-Transfer Process”. Technicolor100, Eastman Museum. Архивирано из оригинала 8. 7. 2015. г. Приступљено 4. 2. 2016.
- „Chronology of Motion Picture Films: 1940–1959”. Kodak. Архивирано из оригинала 13. 1. 2010. г.